# Ryan Kinasewich
Ryan Kinasewich (* 20. August 1983 in St. Albert, Alberta) ist ein kanadisch-kroatischer Eishockeyspieler, der seit Januar 2015 beim Dornbirner EC in der österreichischen Erste Bank Eishockey Liga unter Vertrag steht.

## Karriere
Kinasewich begann seine Karriere in der Western Hockey League, wo er jeweils drei Jahre bei den Medicine Hat Tigers und den Tri-City Americans verbrachte und sich zu einem vor allem offensiv starken Verteidiger entwickelte. Über die Reading Royals gelangte er 2005 zu den Utah Grizzlies in die ECHL, wo er die darauffolgenden Jahre spielte. Obwohl er immer wieder in die American Hockey League berufen wurde und dort einige Spiele absolvierte, blieben die Grizzlies sein Stammteam, wo er inzwischen den mannschaftsinternen Rekord des All-Time-Topscorers hält. Seine erfolgreichste Spielzeit bisher ist die Saison 2009/10, wo er es in 59 Spielen auf 103 Scorerpunkte brachte und damit der drittbeste Scorer der regulären Saison war.

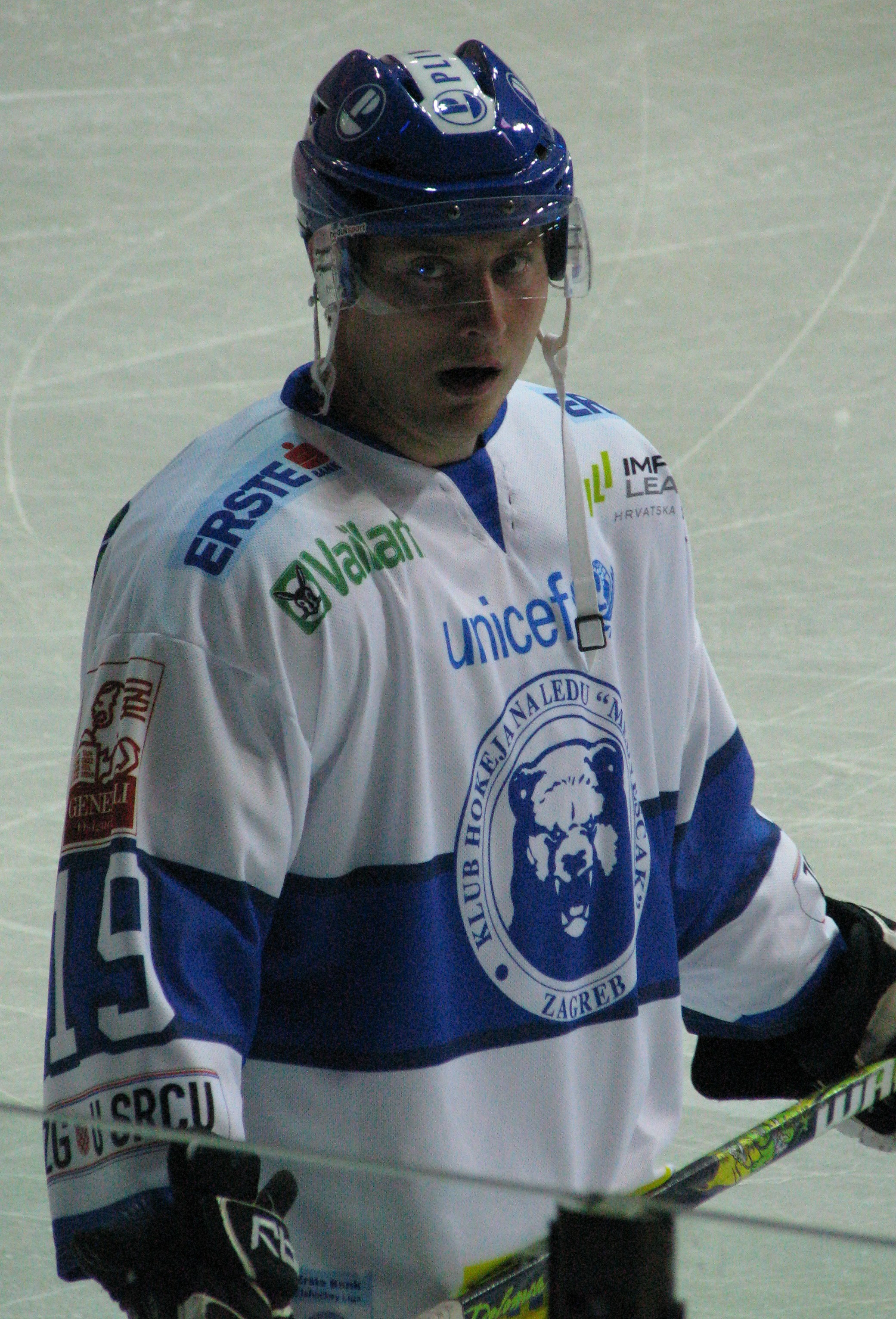
Kinasewich im Trikot des KHL Medveščak Zagreb (2010)

Im April 2010 wurde bekannt, dass Kinasewich erstmals den Sprung nach Europa wagen würde: er unterzeichnete einen Vertrag für zwei Spielzeiten beim kroatischen Team KHL Medveščak Zagreb. In der Spielzeit 2011/12 war er mit 54 Punkten in 50 Spielen zweitbester Scorer der Liga.
Zu Beginn der Spielzeit 2012/2013 stand er bei dem EC Red Bull Salzburg unter Vertrag, wechselte aber im November 2012 zu Hockey Milano Rossoblu. Anschließend nahmen die EC Graz 99ers den damals 30-jährigen unter Vertrag. Aber auch diese verließ er nach nur einem Jahr wieder. Nachdem er dann zunächst vereinslos war, wurde er im Januar 2015 vom Dornbirner EC unter Vertrag genommen.

## International
Seit 2015 ist Kinasevich für die kroatische Eishockeynationalmannschaft spielberechtigt, mit der er erstmals an der Weltmeisterschaft 2015 in der Division I teilnahm.

## Erfolge und Auszeichnungen
| - 2004 WHL West First All-Star-Team - 2005 Teilnahme am ECHL All-Star Game - 2006 ECHL Second All-Star Team - 2010 Teilnahme am ECHL All-Star Game | - 2010 Bester Torschütze der ECHL - 2010 ECHL First All-Star Team - 2011 Kroatischer Meister mit dem KHL Medveščak Zagreb |

## Karrierestatistik
(Legende zur Spielerstatistik: Sp oder GP = absolvierte Spiele; T oder G = erzielte Tore; V oder A = erzielte Assists; Pkt oder Pts = erzielte Scorerpunkte; SM oder PIM = erhaltene Strafminuten; +/− = Plus/Minus-Bilanz; PP = erzielte Überzahltore; SH = erzielte Unterzahltore; GW = erzielte Siegtore; 1 Play-downs/Relegation; Kursiv: Statistik nicht vollständig)